# Bąk mały
Bąk mały, bączek amerykański (Botaurus exilis) – gatunek średniej wielkości ptaka z podrodziny bąków (Botaurinae) w obrębie rodziny czaplowatych (Ardeidae). Częściowo wędrowny. Występuje w Ameryce, od południowo-wschodniej Kanady po środkową część Ameryki Południowej. Nie jest zagrożony wyginięciem.

## Taksonomia
Po raz pierwszy zgodnie z zasadami nazewnictwa binominalnego gatunek ten opisał niemiecki przyrodnik Johann Friedrich Gmelin w 1789 roku w 13. edycji Systema Naturae. Autor nadał nowemu gatunkowi nazwę Ardea exilis. Gmelin opierał się na informacjach, które przedstawił John Latham w 3. tomie A general synopsis of birds (1785). Tam zawarł opis bąka małego, któremu nadał jednak jedynie nazwę zwyczajową – „Minute Bittern”. Holotyp pochodził z Jamajki.
Międzynarodowy Komitet Ornitologiczny (IOC) umieszcza bąka małego w rodzaju Ixobrychus, jednak analizy oparte na danych filogenetycznych wskazują, że takson ten powinien być umieszczany w rodzaju Botaurus lub ewentualnie we własnym monotypowym rodzaju. IOC wyróżnia 6 podgatunków, podobnie jak Clements Checklist of Birds of the World (2022) oraz lista ptaków świata opracowywana we współpracy BirdLife International z autorami HBW (7. wersja online: grudzień 2022). Wcześniej (1992) autorzy HBW uznawali ich 5. Wymieniane przez IOC podgatunki to:
- B. e. exilis (J.F. Gmelin, 1789) – bąk mały[3] – podgatunek nominatywny; obejmuje między innymi B. e. hesperis (Dickey & van Rossem, 1924) – wyróżniany był na przykład w Manual of Neotropical Birds (1977), chociaż jego odrębność jest wątpliwa[12];
- B. e. pullus (van Rossem, 1930)
- B. e. erythromelas (Vieillot, 1817) – bąk barwny[3]
- B. e. limoncochae (D.W. Norton, 1965)
- B. e. bogotensis (Chapman, 1914)
- B. e. peruvianus (J. Bond, 1955)

Osobniki erytrystyczne początkowo opisywano jako osobny gatunek, B. neoxenus (Cory’s Bittern). Bąki małe należące do odmiany rdzawej odnotowywano w populacjach podgatunków B. e. exilis i B. e. erythromelas. Od czasu jego opisania w 1886 do tego nieistniejącego gatunku przypisywano jednak nie tylko erytrystyczne osobniki, ale i wszelkie inne okazy nietypowego upierzenia, często przy błędnym pojmowaniu znaczenia terminu „odmiana”. Postulowano nawet doszukiwanie się „odmian” w niszczejącym z czasem upierzeniu spreparowanych okazów. Niektórzy autorzy sugerowali, że ponieważ nie ma form pośrednich między tym nietypowym i typowym upierzeniem, to może za nie odpowiadać pojedynczy allel recesywny. Genetyczne podłoże nietypowego wyglądu pozostaje niejasne ze względu na brak dostatecznej ilości materiału do badań.

## Morfologia
Długość ciała wynosi 28–36 cm, masa ciała – 73–95 g. Końcówki skrzydełka, lotki I rzędu, pokrywy pierwszorzędowe i lotki II rzędu są cynamonowe. Kolor ten zwraca uwagę mniej niż w przypadku bąka smugowanego (B. involucris). Przód szyi pokrywają pasy, u samców czarne i ciemne w różnych odcieniach, u samic zaś – fioletowawobrązowe. Osobniki młodociane przypominają samice, są jednak jaśniejsze, z bardziej brązowym ciemieniem i płaszczem oraz popielatymi paskami na pokrywach skrzydłowych mniejszych. Bąki małe poszczególnych podgatunków można odróżnić głównie dzięki wymiarom ciała. Cechują je również jaskrawe lub wypłowiałe pomarańczowe elementy upierzenia, jednak w tym zakresie występuje znacząca zmienność międzyosobnicza. Wymiary szczegółowe podane w milimetrach przedstawiono w poniższej tabeli:
| Podgatunek   | Płeć   | n  | Dł. skrzydła  | Dł. ogona        | Dł. górnej krawędzi dzioba | Dł. skoku      |
| ------------ | ------ | -- | ------------- | ---------------- | -------------------------- | -------------- |
| I. e. exilis | samce  | 17 | 106–119 (114) | 38–47,5 (40,9)   | 41–46,3 (44,5)             | 37–42,7 (39,8) |
| I. e. exilis | samice | 11 | 109–117 (112) | 37,5–42,5 (40,2) | 43–47,3 (44,8)             | 37,5–42 (39)   |

Dalszy nieco dokładniejszy opis dotyczy samców podgatunku nominatywnego, o ile nie zaznaczono inaczej. Ciemię czarne, nieco zielonkawe. Boki głowy i szyi żółtobrązowe. Kantarek od matowożółtego po żółtolimonkowy. Gardło białawe. Tył szyi kasztanowy. Płaszcz zielonkawoczarny, połyskliwy. Krawędzie barkówek płowe lub białawe, tworzą jasne pasy. Pokrywy skrzydłowe większe i chorągiewki zewnętrzne lotek II rzędu są kasztanowe, na zamkniętym skrzydle układające się w plamę, pozostała część pokryw brązowawożółta lub nieco płowa, a lotek – w większości łupkowa, z jasnokasztanowymi końcówkami. Spód ciała brązowawy lub płowożółty, z czarnobrązową plamą na każdym z boków piersi. Ogon czarny, zielonkawy. Tęczówka żółta. Dziób matowożółty, z intensywnie kasztanowawą górną krawędzią. Nogi od słomkowych do płowożółtych, z przodu skoku bardziej zielonawe.

## Zasięg występowania
Bąki małe poszczególnych podgatunków zamieszkują:
- B. e. exilis – południowo-wschodnia Kanada, wschodnie USA oraz zachodnie USA[11] od południowego Oregonu[12] aż po Kalifornię Dolną, a prócz tego Ameryka Środkowa i Karaiby[11]; zimowiska ciągną się na południe od południowej Kalifornii i południowo-wschodniej Arizony[12];
- B. e. pullus – północno-zachodni Meksyk[11]; zasięg ograniczony do 500-kilometrowego pasa lądu na wybrzeżu stanów Sonora i Sinaloa[16];
- B. e. erythromelas – obszar od rzeki Chagres[16][12] i wschodniej Panamy na północy przez Kolumbię (Valle del Cauca i okolice miasta Santa Marta[12]), region Gujany oraz Wenezuelę (stany Guárico i Miranda) po południowo-wschodnią Brazylię (od Amazonii na zachód po Manaus i na południe przez Mato Grosso i Goiás po Santa Catarinę) i Paragwaj[11][12];
- B. e. limoncochae – wschodni Ekwador[11]; znany wyłącznie z miejsca typowego na tamtejszych nizinach[12];
- B. e. bogotensis – środkowa Kolumbia[11] na wschód od Bogoty[16] (Antioquia i sawanna w okolicach Bogoty)[12];
- B. e. peruvianus – środkowo-zachodnie Peru[11] w pasie wybrzeża między regionami La Libertad i Lima; jest to pas podobnej długości, co u meksykańskiego podgatunku[16].

Populacje niemal wszystkich podgatunków prowadzą osiadły tryb życia. Przemieszczają się jednak w odpowiedzi na brak opadów w spodziewanej ilości. Przedstawiciele podgatunku nominatywnego po okresie lęgowym opuszczają miejsca gniazdowania, a w północnej części zasięgu podejmują regularne dalekodystansowe wędrówki. Wyruszają od września do listopada, a wracają od lutego do kwietnia, w najdalej wysunięte na północ obszary – w maju. Zimują na terenach od południowych USA przez Amerykę Środkową i Karaiby po północną Amerykę Południową. Osobniki z zachodnich USA wędrują przez zachodni Meksyk, docierają aż do Kostaryki. Zagubione osobniki docierają do Kolumbii Brytyjskiej i Nowej Fundlandii. Przygodne obserwacje pochodzą między innymi z Islandii i Azorów.

## Ekologia i zachowanie

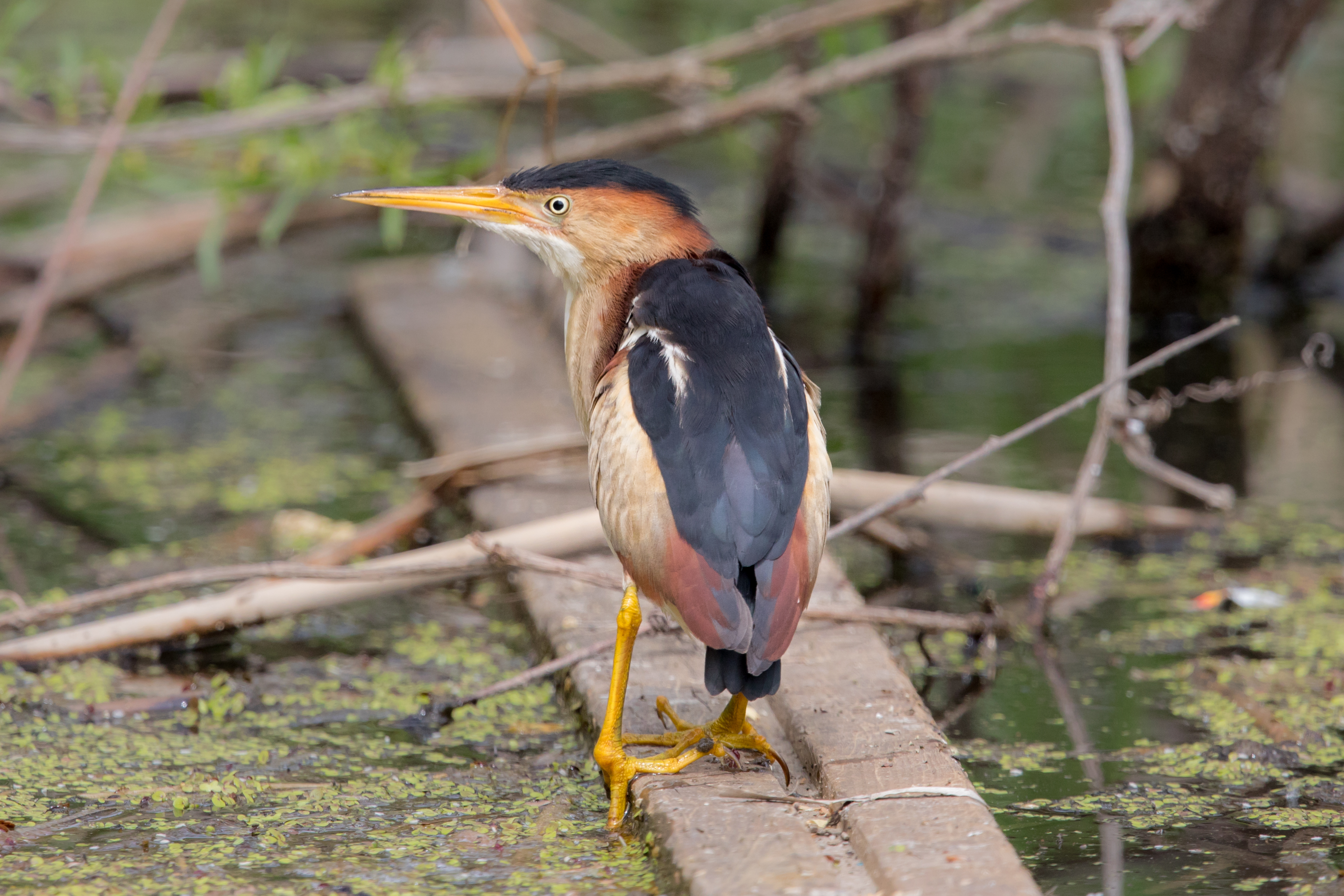
Osobnik sfotografowany w Toronto

Bąki małe w Ameryce Północnej przeważnie zamieszkują słodkowodne tereny podmokłe ze strzałką (Sagittaria), trzciną pospolitą (Phragmites australis), pałkami (Typha), turzycami (Carex), sitowiem (Scirpus) czy innymi ciborowatymi, w tym kłocią (Cladium), oczeretem (Schoenoplectus) i sitowcem (Bolboschoenus), porastającymi brzegi jezior, stawów, rzek i kanałów. Pojawiają się również na słonawych lub słonych mokradłach, szczególnie podczas wędrówek lub na zimowiskach. Przedstawiciele I. e. pullus i I. e. erythromelas występują też na namorzynach. Zasięg I. e. pullus obejmuje głównie ujścia rzek. Bąki małe odwiedzają także środowiska znacząco zmienione działalnością człowieka. Występują od poziomu morza do 3100 m n.p.m. w Ameryce Południowej.
Bąki małe prowadzą samotniczy tryb życia. Zazwyczaj są aktywne o zmierzchu. Mimo opinii skrytych i płochliwych ptaków kryjących się w niedostępnych częściach mokradeł, dają się łatwo zaobserwować cierpliwej osobie. Wystraszone zastygają z wyciągniętym w górę dziobem i gładko leżącymi piórami, co zapewnia im dobre maskowanie. Potrafią szybko biegać po ziemi i sprawnie przemykać wśród roślinności. Pożywieniem tych ptaków są głównie niewielkie ryby, szczególnie Fundulus (Fundulidae), Umbra (muławkowate), Lepomis (bassowate), Perca (okoniowate). Prócz tego zjadają owady wodne, mięczaki, skorupiaki, pijawki, kijanki, płazy bezogonowe, salamandry, czasami ryjówki i myszy. Wśród ich zdobyczy odnotowywano również pisklęta i jaja innych ptaków. 

### Lęgi

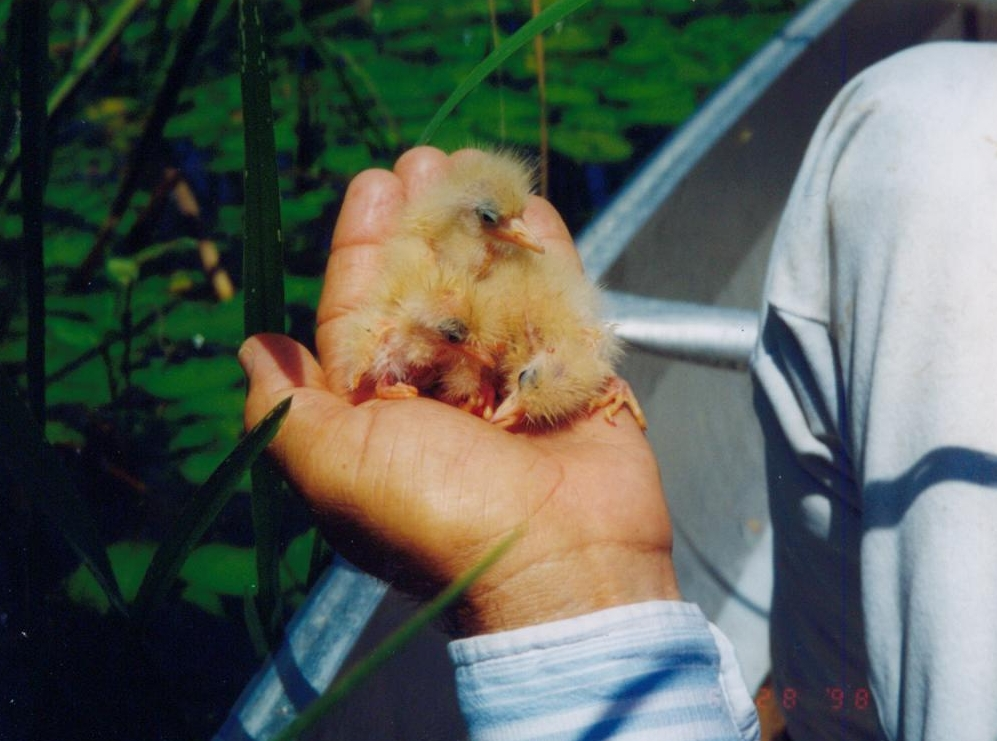
Trójka piskląt bąka małego

W północnej części zasięgu okres składania jaj trwa od marca do lipca; dotyczy to również drugich lęgów oraz lęgów zastępczych. Największe natężenie aktywności lęgowej w północno-wschodnich USA ma miejsce od końca maja do początku lipca. W środkowo-północnej części kraju lęgi odbywają się w czerwcu i lipcu. W południowej części Florydy większość lęgów inicjowana jest po 18 maja, a po 15 czerwca pojawia się duża liczba opierzających się już młodych. Osobniki B. e. bogotensis w kondycji rozrodczej odławiano w lutym, gniazdują tam też w marcu. W Ameryce Północnej odnotowywano zagęszczenie gniazdujących bąków małych od 0,4 do 12 gniazd/ha. Zwyczaje związane z rozrodem są bardziej zróżnicowane w Ameryce Południowej, przez co potrzeba więcej badań nad tamtejszymi populacjami.
Bąki małe gniazdują w gęstej roślinności na mokradłach lub w krzewach nisko nad taflą wody, samotnie lub – w dogodnym środowisku – w luźnych grupach. Budulec na gniazdo stanowią obumarłe lub świeże łodygi roślin wodnych. Układane są na kształt platformy, której średnica wynosi 15–20 cm, a wysokość – 5–13 cm lub więcej. Podstawą dla niej są zgięte w dół świeże lub obumarłe już rośliny, na które kładzione są krótsze łodygi. Platforma na początku zawieszona jest zwykle od około 15 do 60 cm nad lustrem wody (głębokiej przeważnie na 0,1–0,5 m), często jednak z czasem opada do poziomu wody pod ciężarem młodych i dorosłych bączków. Kopulacja ma miejsce na gnieździe, zarówno przed, jak i już w trakcie wysiadywania.
W zniesieniu w południowej i środkowej części zasięgu znajduje się zwykle od 2 do 4 jaj. W północnej części zasięgu jest to od 2 do 7 jaj, a przeważnie 4 lub 5. Zniesienia z początku sezonu lęgowego mogą być mniejsze od tych, które przypadają na późniejszą jego część. Wysiadywanie trwa około 17–20 dni. Zajmuje się nim głównie samica. Pisklęta klują się pokryte długim na 10–12 mm puchem, z wierzchu płowym, od spodu jaśniejszym. Pisklęta prawdopodobnie zostają w gnieździe zazwyczaj od 10 do 14 dni, chociaż mogą je opuszczać już nawet w wieku 6 dni. Młode pozostają w okolicy gniazda przez co najmniej około 25 dni.

## Status i zagrożenia
IUCN uznaje bąka małego za gatunek najmniejszej troski od 1988 (stan w 2022). BirdLife International uznaje trend liczebności populacji za stabilny. Do zagrożeń dla gatunku należy utrata podmokłych siedlisk, a także rozprzestrzenianie się inwazyjnych gatunków roślinności bagiennej, choć na niektórych stanowiskach ptak ten wydaje się wykorzystywać do gniazdowania inwazyjne gatunki trzciny (Phragmites).